# Morceau Lutonadio di Vita
Morceau Lutonadio di Vita (ur. 5 czerwca 1965) – kongijski piłkarz grający na pozycji pomocnika. W swojej karierze rozgrał 4 mecze i strzelił 1 gola w reprezentacji Zairu.

## Kariera klubowa
W swojej karierze piłkarskiej Lutonadio grał w belgijskich klubach takich jak: Beerschot VAV (1987-1988), KSV Waregem (1988-1989), Germinal Ekeren (1989-1993), KV Kortrijk (1993-1994) i AC Hemptinne-Eghezée (1995-1996).

## Kariera reprezentacyjna
W reprezentacji Zairu Lutonadio zadebiutował 13 marca 1988 w zremisowanym 1:1 grupowym meczu Pucharu Narodów Afryki 1988 z Marokiem, rozegranym w Casablance. W debiucie strzelił gola. Na tym turnieju zagrał również w dwóch innych grupowych spotkaniach: z Wybrzeżem Kości Słoniowej (1:1) i z Algierią (0:1). Od 1988 do 1991 wystąpił w kadrze narodowej 4 razy i strzelił 1 gola.